# Paratrigona myrmecophila
Paratrigona myrmecophila är en biart som beskrevs av Jesus Santiago Moure 1989. Paratrigona myrmecophila ingår i släktet Paratrigona och familjen långtungebin. Inga underarter finns listade i Catalogue of Life.